# Guadalupe Huexocuapan
Guadalupe Huexocuapan es una localidad mexicana, ubicada en el municipio de Atlixco, en el estado de Puebla.

## Geografía
Se encuentra a una altitud de 2 071 m s. n. m., aproximadamente a 11 km de la cabecera municipal, Atlixco.

## Demografía

### Población
Conforme al Censo de Población y Vivienda 2010 realizado por el Instituto Nacional de Estadística y Geografía (INEGI) con fecha censal del 12 de junio de 2010, Guadalupe Huexocuapan contaba hasta ese año con un total de 442 habitantes, de dicha cifra, 209 eran hombres y 233 eran mujeres.
| Gráfica de evolución demográfica de Guadalupe Huexocuapan entre 1900 y 2010                                  |
| |
| Instituto Nacional de Estadística y Geografía. «Archivo histórico de localidades». Consultado el 17-08-2017. |